# Antiguo convento La Comunidad (Metztitlán)
El Convento La Comunidad es una antigua construcción religiosa ubicada en Metztitlán, Hidalgo, México. Es la primera construcción de la Orden Agustina del lugar; de acuerdo con la tradición la construcción de este convento empezó en 1537, y en 1539 debido a una inundación en la vega de Metztitlán se abandona; empezando la construcción del Convento de los Santos Reyes, aunque esta versión se pone en duda. Probablemente la fundación del convento se deba a Juan de Sevilla, quien fundó el Convento de los Santos Reyes. Consta de tres cuerpos principales, la iglesia,el convento y la parte noreste, ocupado por oficinas municipales y una torre del reloj.

## Historia

### Construcción

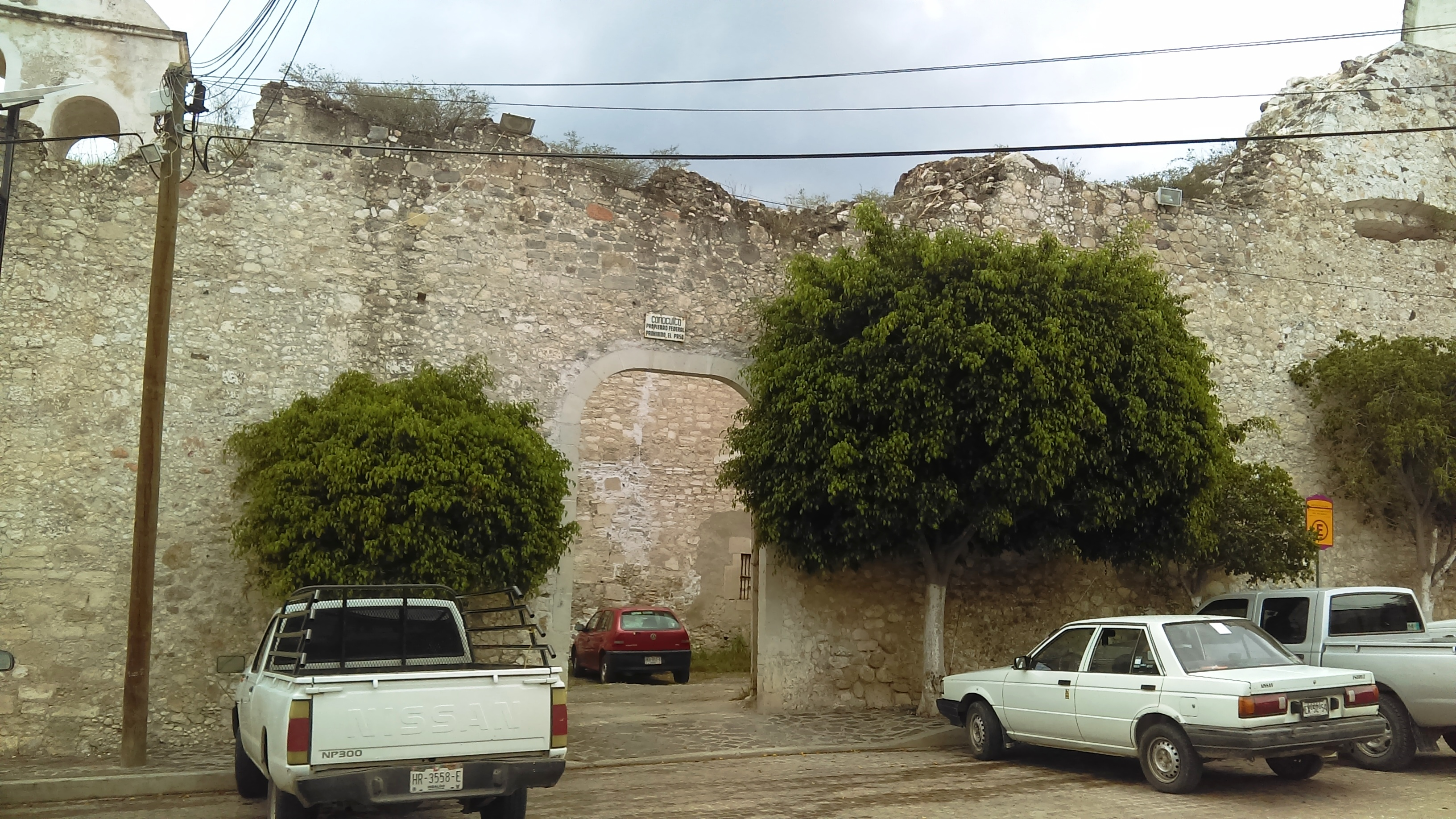
Fachada oriente del templo.

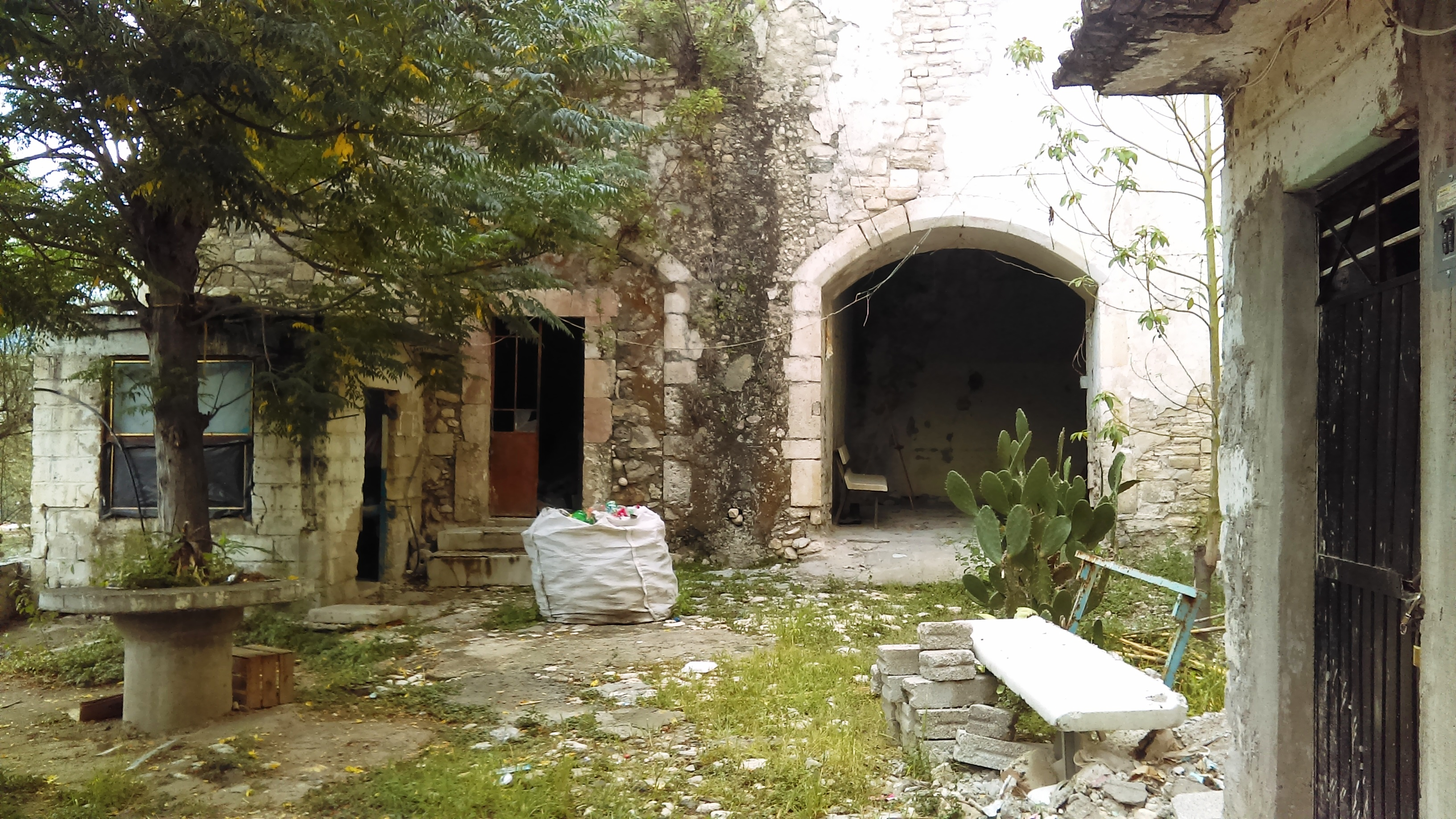

La conquista de México por Hernán Cortés, quedó consumada con la rendición de Tenochtitlán el 13 de agosto de 1521. En 1522 Hernan Cortés envió guerreros tlaxcaltecas, al mando de uno de sus capitanes españoles, par conquistar el Señorío de Metztitlán.  El trabajo de evangelización en la Nueva España empezó en 1524 cuando arribaron doce franciscanos, en 1526 el mismo número de dominicos y en 1533 siete agustinos. En el estado de Hidalgo empezó cuando los franciscanos llegaron a Tepeapulco en 1527 y los agustinos legan a Atotonilco el Grande y Metztitlán en 1536.
En 1536, la Orden Agustina celebró un capítulo, en el cual decidieron emprender la evangelización de los otomíes que del Valle del Mezquital; de los indígenas de la Sierra Alta y, a través de la misma, alcanzar la región Huasteca. La misión apostólica fue encomendada a fray Alonso de Borja, quien fundó el convento de Atotonilco el Grande. La Comunidad es la primera construcción agustina del lugar. De acuerdo con la tradición la construcción de este convento empezó en 1537, y en 1539 debido a una inundación de la vega de Metztitlán se abandona; empezando ese mismo año la construcción del Convento de los Santos Reyes.

### Abandono
La cronología de la construcción y las razones del abandono del edificio, sigue siendo tema de investigación, entre los principales estudiosos se encuentran: John McAndrew, Diego Angulo Iñiguez, George Kubler, José Guadalupe Victoria, y Juan Benito Artigas. Angulo afirma que la edificación fue abandonada por la inundación. McAndrew dice que se ocupó entre 1537 y 1539, aunque refiriéndose a que la edificación se encontraba en el valle; realmente La Comunidad se encuentra en una colina, a más de 30 metros sobre el nivel del río. Kubler menciona la inundación de 1539, pero expresa sus dudas de que el edificio se hubiera concluido en tan poco tiempo. José Guadalupe Victoria señala que la inundación no resulta creíble dada la ubicación del edificio; y la construcción no presenta ninguna señal de daños por inundación.
Debido a que se han construido edificios a la misma altura en que se encuentra La Comunidad, e incluso más abajo; la posibilidad de que haya sido abandonada debido a una inundación no resulta creíble, pero no es preciso negar que una fuerte inundación se produjo en el año 1539. La construcción del  Convento de los Santos Reyes, pudo empezar en 1539, pero la mayor actividad constructiva duro veinte años, entre 1540 y 1560.

### Cárcel municipal
Durante muchos años el edificio funcionó como Cárcel Distrital de Metztitlán, la cual no cumplía con las condiciones de seguridad e infraestructura; y por estar considerado como inmueble histórico, en ningún momento se pudo modificarlo, por lo que con el tiempo se fue deteriorando. En septiembre de 2016 la Comisión Nacional de los Derechos Humanos emitió la Recomendación General número 28 sobre la Reclusión Irregular en las cárceles municipales y distritales; en atención a la recomendación, la Secretaría de Seguridad Pública de Hidalgo decidió cerrar la cárcel.
El 10 de diciembre de 2017, con la reubicación de 14 internos fue clausurada oficialmente la cárcel. Los terremotos del 19 de septiembre de 2017, afectaron parte de la estructura del inmueble; por lo que incluido en el fondo para la reconstrucción de monumentos históricos.

## Arquitectura

### Iglesia

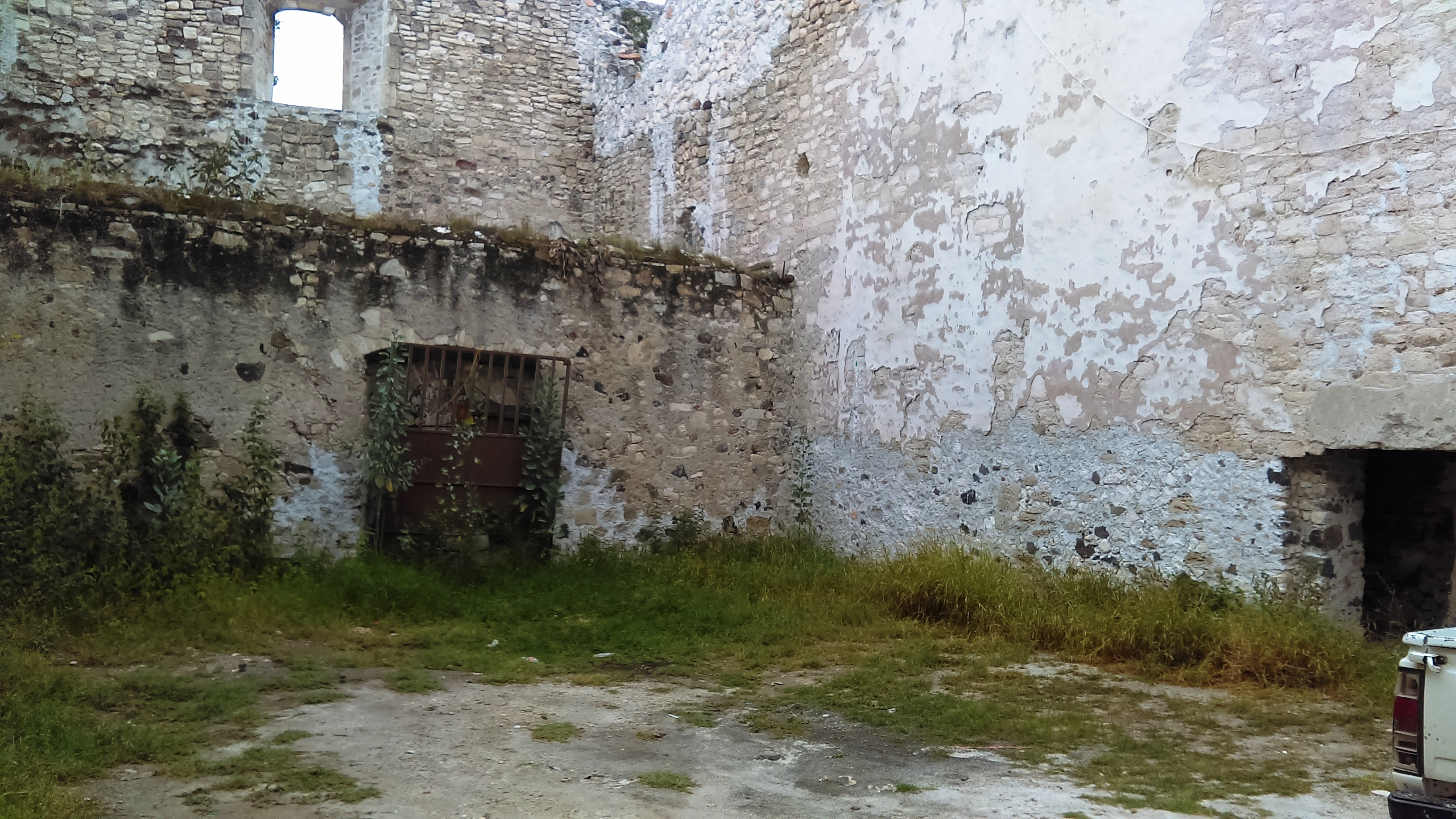
Interior del templo.

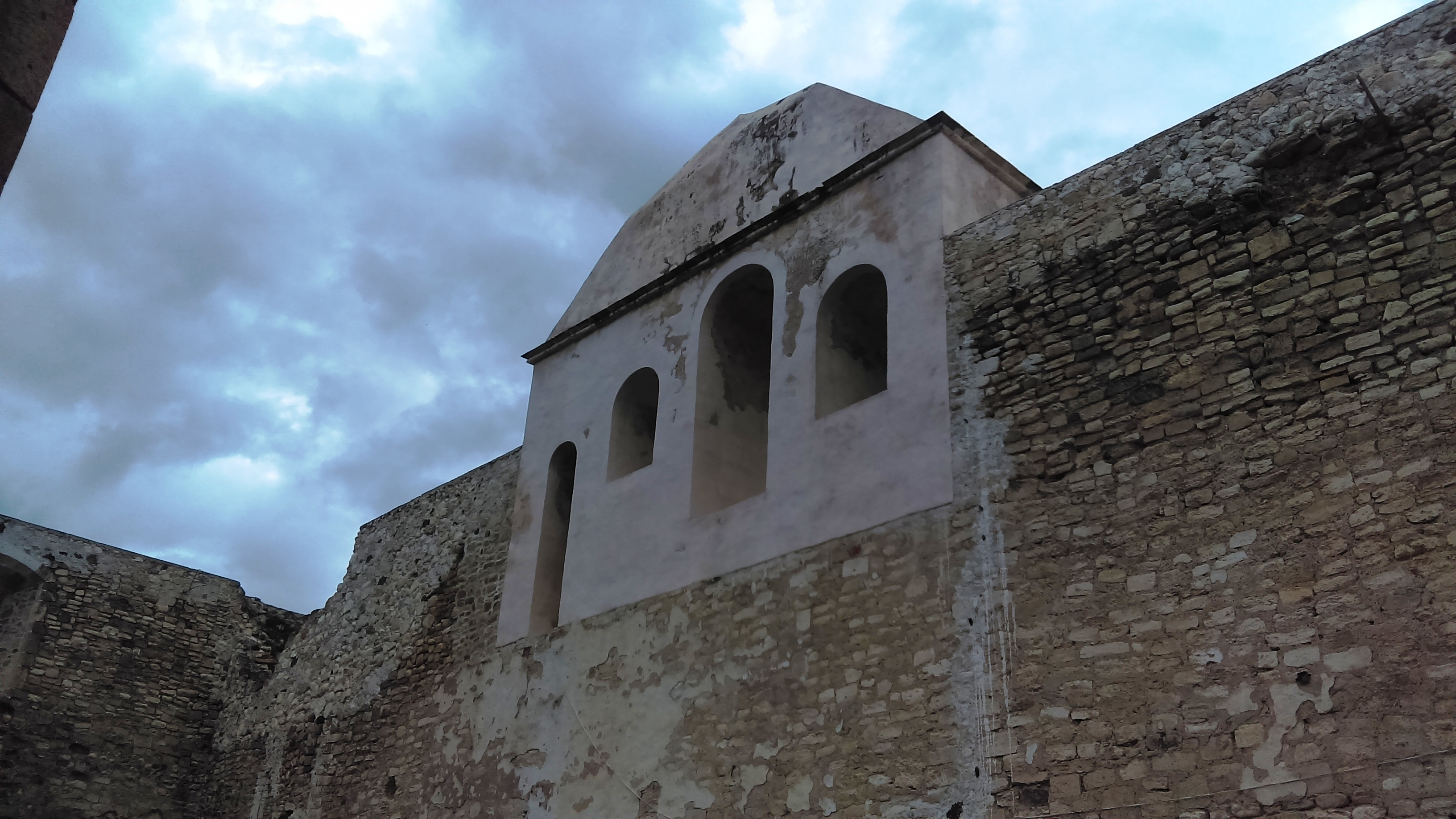
Espadaña.

La iglesia presenta tres entradas desde el exterior, dos en su fachada larga, hacia la plaza, y una a los pies del templo, desde el atrio. Tuvo otra puerta hacia la sacristía y una hacia el corredor del claustro. Las paredes de la iglesia son de cerca de dos metros de grueso en toda su altura, y no aparecen contrafuertes en su perímetro, lo que indica que no estuvo techada con bóvedas. La cubierta del edificio debió ser de madera, palma o tejamanil.
No quedan señales de arranques de arcos de mampostería ni perforaciones en los muros, por entrada de viguería, porque los remates superiores de las paredes están destruidos, la techumbre pudo haber sido de armaduras de madera, apoyada sobre los muros y con voladizo. La orientación del ábside es hacia el norte; al oriente se sitúa la explanada; al sur un pequeño atrio; y al poniente, se halla el convento. Cuenta con una espadaña que se levanta sobre el muro contiguo al convento, los cuatro vanos de la espadaña tienen arco de medio punto.
La fachada larga que da al oriente, tuvo más importancia que la fachada sur. La fachada oriente tiene dos puertas de acceso, ambas entradas indican que era mayor la afluencia de feligreses desde la plaza que desde el atrio. No se conserva vestigio de la ornamentación exterior de ninguna de las portadas de la iglesia, las dos que dan hacia la plaza estuvieron cubiertas por las habitaciones, hoy demolidas. En cuanto a las ventanas de la misma fachada solo quedan vestigios de dos de ellas, a gran altura.

### Convento

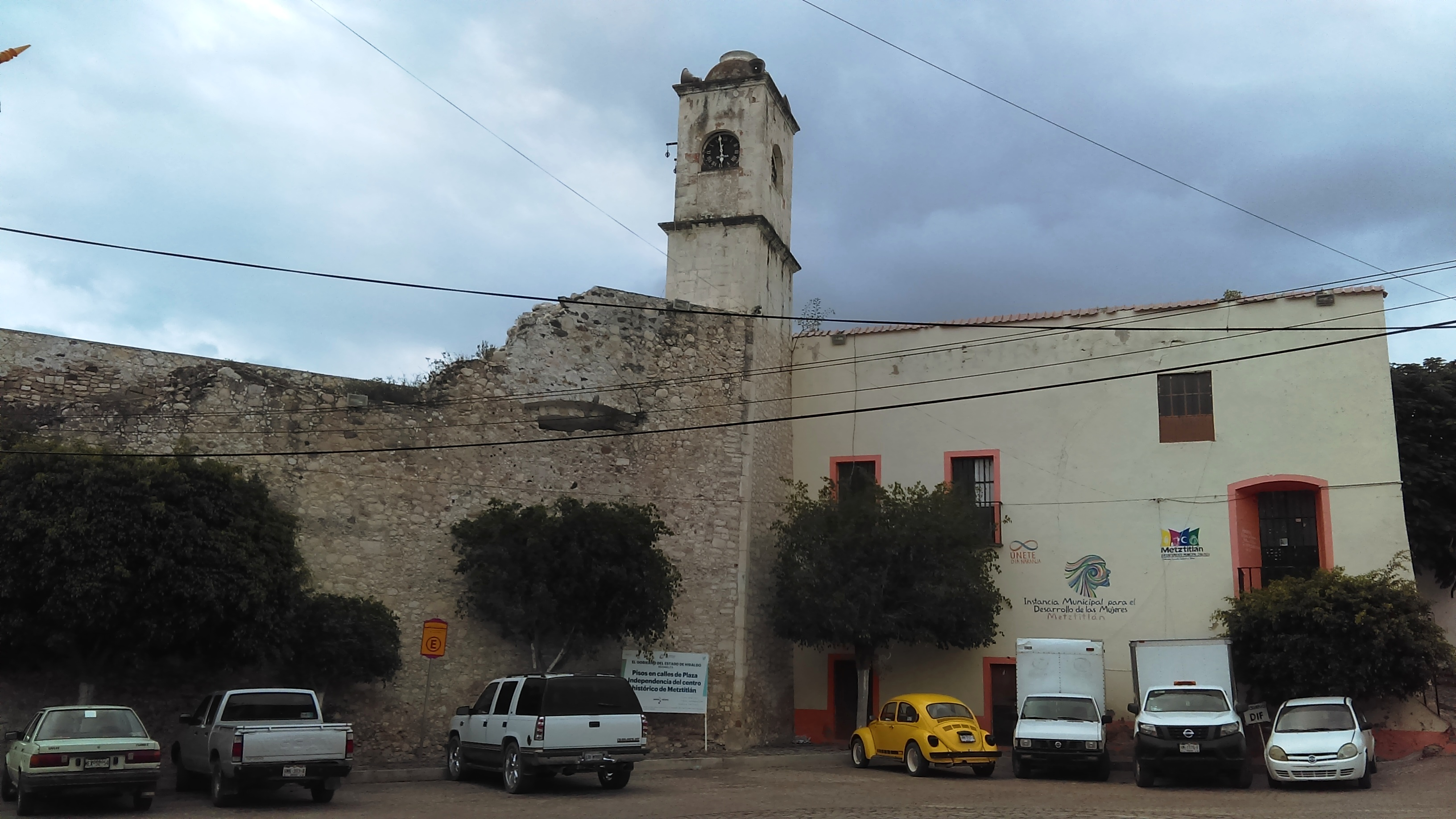
Oficinas municipales y torre del reloj.

El convento está construido en una sola planta. Al oriente del convento se sitúa la iglesia y al poniente una ladera inclinada. Tanto hacia el noroeste hacia el sur, el terreno es bastante pendiente, y solo queda en plano la mitad oriental de la fachada norte, que está contigua al ábside de la iglesia. La zona del edificio que está en ruinas corresponde al lado poniente hacia la barranca, el resto conserva las bóvedas de medio punto en su techumbre.
El patio central es rectangular, trece metros y medio por dieciséis metros, con cuatro arcos por lado, todos ellos de la misma altura. Los arcos de los tramos cortos son semicirculares, mientras que los de los largos se deforman en la clave, cuyo intradós se vuelve horizontal para resolver la mayor amplitud del claro.
El corredor del claustro limita al oriente con el muro de la iglesia, ahuecado este por la escalera que llevaba hasta el techo, y probablemente al coro de la iglesia. Paralelo a cada uno de los otros tres lados del claustro se dispone una crujía techada con bóveda de cañón corrido. La crujía norte comunicaba con la iglesia y albergó probablemente la sacristía. La crujía sur está formada por un vestíbulo interior y por una habitación amplia; contuvo seguramente las celdas de los frailes. La tercera crujía, al costado poniente, se encuentra en ruinas; dado el terreno se edificó, sobre un muro de contención, aproximadamente a 15 metros desde el desplante del terreno.
De este rectángulo, nace en el patio y se amplía hacia fuera, sobresalen dos cuerpos más, uno adosado al ala norte que conserva restos de la cocina, lo cual define la posición del refectorio próximo a la esquina noroeste del inmueble. Alrededor de 1978, se destruyó parte de la crujía de la cocina.